# Chemurgie
Chemurgie is een tak van toegepaste scheikunde die zich bezighoudt met het maken van industriële producten van grondstoffen uit de landbouw. Het woord werd voor het eerst gebruikt door William J. Hale in diens boek The Farm Chemurgic uit 1934. Het concept van chemurgie bestaat sinds het begin van de 20e eeuw. Er werden bijvoorbeeld producten gemaakt van cellulose.

## Geschiedenis
Begin jaren 20 legden enkele prominente Amerikanen een link tussen boeren en industrie. Onder hen waren William J. Hale en journalist Wheeler McMillen. Automaker Henry Ford onderzocht het industriële nut van landbouwgewassen rond de jaren '30 van de 20e eeuw en vond vooral de sojaboon interessant. Hij gebruikte sojabonen voor onder andere de knoppen van de Ford.
In 1935 werd de Farm Chemurgic Council opgericht ter promotie van het gebruik van herbruikbare landbouwproducten in de industrie. Zij kwamen met Agrol, een brandstof deels gemaakt van ethanol. Dit leidde tot protest van de petroleumindustrie. De Agrol-fabriek sloot in 1938.
Chemurgie kwam beter op gang toen Theodore G. Bilbo, een Amerikaanse senator uit Mississippi, een manier zocht om zijn nieuwe surplus-katoen te promoten. Om zijn doel politiek aantrekkelijk te maken, steunde hij een groots onderzoekprogramma. Dit ertoe leidde dat in 1938 vier laboratoria gespecialiseerd in chemurgie werden opgericht. Deze bevonden zich in Wyndmoor, New Orleans, Peoria en Albany.
Chemurgie bleek van groot nut tijdens de Tweede Wereldoorlog, vooral om een oplossing te vinden voor het rubbertekort toen Japan een groot deel van de Amerikaanse voorraad afsneed. Middels chemurgie werd een kunstmatig rubber uitgevonden gemaakt van maïs. Andere planten zoals guayule en kok-saghyz werden onderzocht op de mogelijkheid er rubber van te maken. Er werden militaire materialen gemaakt van planten, onder meer touwen van hennep.
Na de oorlog verdween chemurgie langzaam op de achtergrond, mede omdat er steeds meer kunststoffen kwamen die de plaats innamen van chemurchieproducten.
Een andere chemie richting is de oleochemie, de chemie gebaseerd op de verwerking van plantaardige en dierlijke oliën.
Een modern voorbeeld is een door DSM gemaakte plasticsoort met olie uit de wonderboom.